# Cyclocardia crassidens
Cyclocardia crassidens is een tweekleppigensoort uit de familie van de Carditidae. De wetenschappelijke naam van de soort is voor het eerst geldig gepubliceerd in 1829 door Broderip & Sowerby I.